# George Grey Barnard

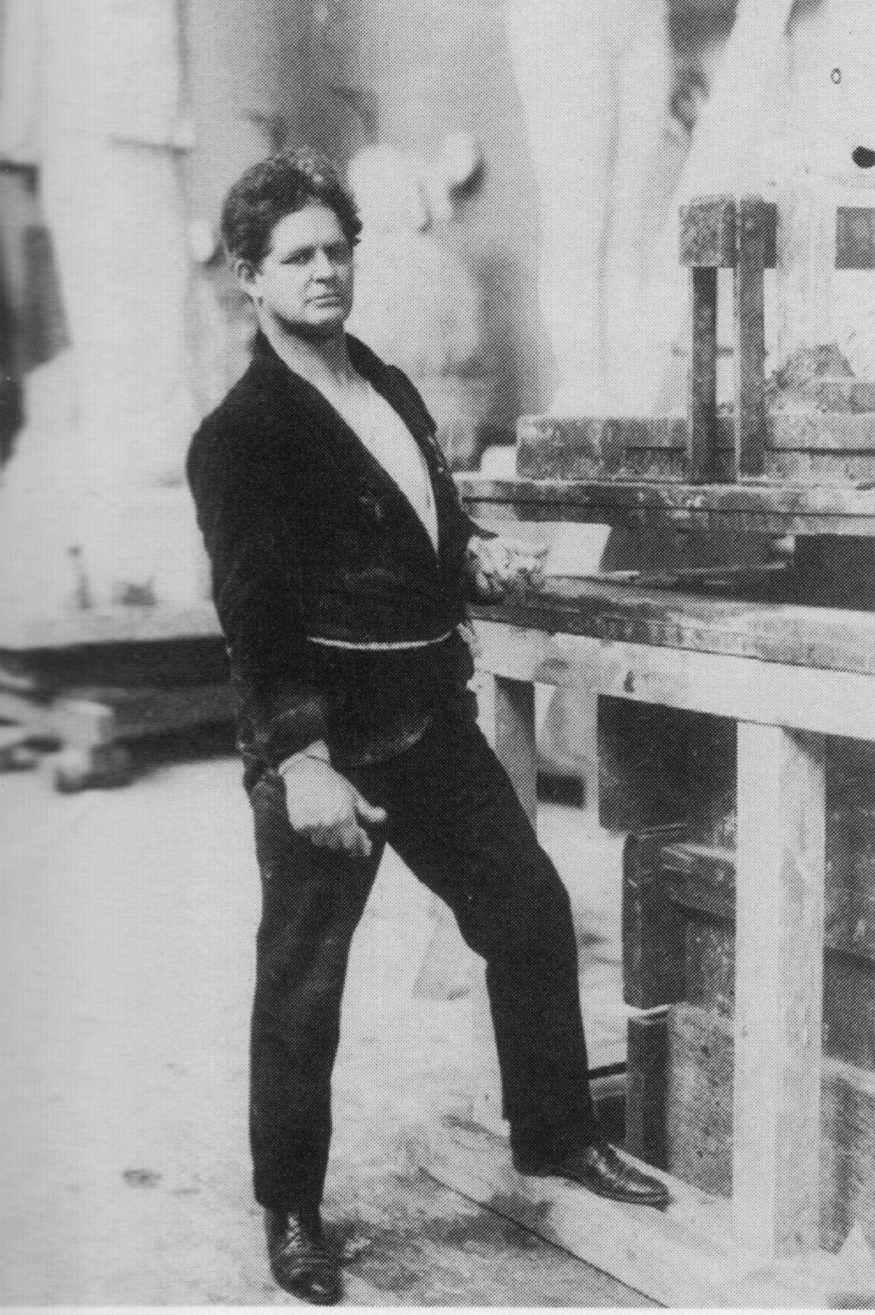
George Grey Barnard in seinem Studio um 1900

George Grey Barnard (* 24. Mai 1863 in Bellefonte, Pennsylvania; † 24. April 1938 in New York) war ein amerikanischer Bildhauer und Kunstsammler.

## Leben und Werk
Barnard wuchs in Kankakee in Illinois auf. Seine Ausbildung begann er am Art Institute of Chicago und ging anschließend nach Paris, wo er von 1883 bis 1887 im Atelier von Pierre-Jules Cavelier arbeitete und die École des Beaux-Arts besuchte. Er blieb zwölf Jahre in Paris und stellte erstmals erfolgreich seine Werke im Pariser Salon von 1894 aus, bevor er 1896 in die USA zurückkehrte.
In seinem Frühwerk ist der Einfluss von Auguste Rodin deutlich spürbar. Hiervon zeugen: The Boy (1885), Cain (1886, später zerstört), Brotherly Love oder Two Friends (1887), die Allegorie Two Natures (1894, heute im Metropolitan Museum of Art), The Hewer (1912, in Cairo (Illinois)), Great God Pan auf dem Campus der Columbia University in New York City, Rose Maiden und Maidenhood.
1912 fertigte er einige Figuren für das neue Parlamentsgebäude (State Capitol) in Harrisburg im US-Bundesstaat Pennsylvania an. Eine Kolossalstatue Abraham Lincolns führte 1917 zu hitzigen Kontroversen, da Barnard den ehemaligen US-Präsidenten mit sehr groben Zügen und hängenden Schultern darstellte. Der erste Abguss dieser Statue fand 1917 in Cincinnati seine Aufstellung. Es folgten weitere Abgüsse 1919 im englischen Manchester und 1922 in Louisville im US-Bundesstaat Kentucky.
Die Skulptur Great God Pan, eine der ersten Arbeiten Barnards nach seiner Rückkehr nach Amerika, war ursprünglich für das Dakota-Building am New Yorker Central Park vorgesehen. Alfred Corning Clark, der Sohn des ursprünglichen Bauherrn des Gebäudes, hatte Barnard zu Beginn seiner Karriere finanziell unterstützt. Als Clark 1896 starb, stiftete seine Familie ihm zu Ehren dem Metropolitan Museum of Art Barnards Skulptur Two Natures. Die große Bronzefigur des Pan schenkte Clarks Sohn Edward Severin Clark 1907 der Columbia University.
Während seines Frankreichaufenthaltes trug Barnard eine große Sammlung mittelalterlicher Kunst und Architekturfragmente zusammen. Er eröffnete ein Privatmuseum an der Fort Washington Avenue, welches er anfangs Gothic Collection nannte, bevor er es in The Cloisters umbenannte. Dieses Sammlung gelangte 1925 in den Besitz des Metropolitan Museum of Art, nachdem John D. Rockefeller II. hierfür 600.000 Dollar zur Verfügung stellte. Heute sind diese Kunstschätze in einer The Cloisters genannten Zweigstelle des Museums im Fort Tryon Park nahe der Nordspitze von Manhattan zu sehen.
Ab 1902 war Barnard assoziiertes Mitglied (ANA) der National Academy of Design und seit 1908 Mitglied der American Academy of Arts and Letters.

## Galerie

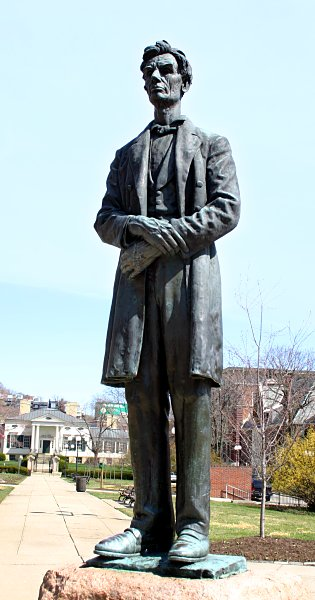
Statue Abraham Lincolns in Cincinnati
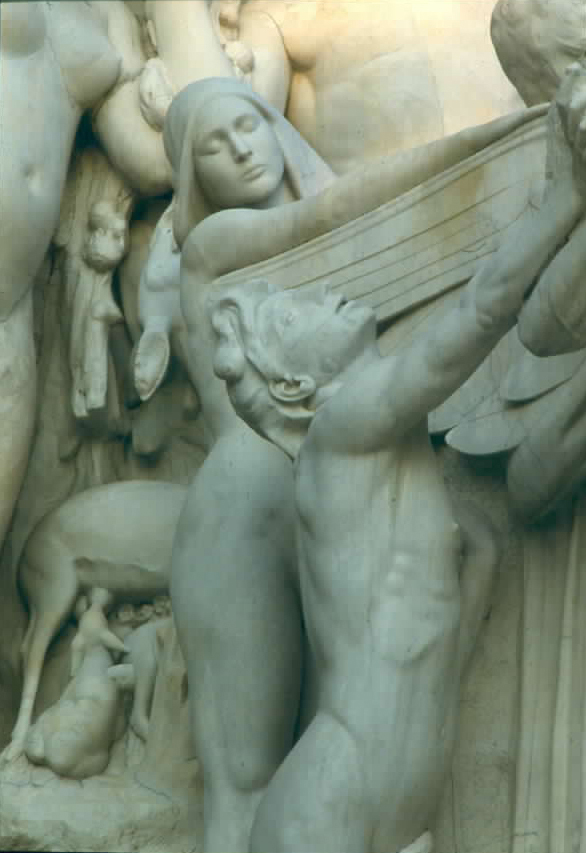
State Capitol in Harrisburg (Detail)